# 17813 Alisonhuenger
17813 Alisonhuenger este o planetă minoră (asteroid), cu un diametru de 7,069 km, din centura de asteroizi. A fost descoperită pe 31 martie 1998 la Magdalena Ridge Observatory⁠(d) de Lincoln Near-Earth Asteroid Research. 
Obiectul prezintă o orbită caracterizată de o semiaxă mare de 2,9942384 UAi, o excentricitate de 0,0441541, o înclinație de 10,11203 ° în raport cu ecliptica.